# Лесное (Мариупольский район)
Лесное (укр. Лісне) — посёлок в Мариупольском районе Донецкой области Украины. Расположен в лесном массиве. Находится под российской оккупацией.
Население по переписи 2001 года составляло 65 человек. Почтовый индекс — 87000. Телефонный код — 6246. Код КОАТУУ — 1421755101.
У посёлка берёт начало река Мокрая Белосарайка.

## Местная власть
Посёлок Лесное относится к Никольской поселковой общине.
Местный совет находится по адресу: пгт Никольское, ул. Пушкина, 94.